# Maira compta
Maira compta är en tvåvingeart som beskrevs av Walker 1862. Maira compta ingår i släktet Maira och familjen rovflugor. Inga underarter finns listade i Catalogue of Life.